# Bettlerlager Schlögen
Das Bettlerlager Schlögen war ein Anhaltelager in Waldkirchen am Wesen in Oberösterreich.

## Geschichte
Im Sommer 1935 wurde in der Ortschaft Vornberg ein Lager für Arbeitslose und Bettler errichtet. Die Insassen wurden zwangsweise für Bauarbeiten an der beim Lager vorüberführenden Nibelungenstraße angehalten und haben nur etwa ein Zehntel des üblichen Lohns erhalten, der nachträglich in Naturalien ausbezahlt wurde. Diese Maßnahme galt im Ständestaat als probates Mittel im Kampf gegen Arbeitslosigkeit, nachdem andere Sozialleistungen zuvor massiv gesenkt wurden und zu Massenarbeitslosigkeit geführt hatten. Rechtliche Grundlage war das oberösterreichische Haftlagergesetz von 9. Juli 1935.
Das im Oberfeld am rechten Donauufer angelegte Lager bestand aus mehreren Holzbaracken, die mit Stacheldrahtzaun umgeben waren. Es wurde im Juni und August 1935 vom Freiwilligen Arbeitsdienst errichtet und am 2. September 1935 eröffnet. Es war bis zum Anschluss in Betrieb und wurde am 16. April 1938 geschlossen. An der Stelle des Lagers erinnert nurmehr eine Hinweistafel an die damaligen Umstände.
Die Insassen wurden mittels sogenannter Streifungen in ganz Oberösterreich registriert und danach für bis zu sechs Wochen zur Zwangsarbeit angehalten. Über den gesamten Zeitraum waren hier rund 3000 Häftlinge im Straßenbau tätig, wie sich aus den erhaltenen Arbeitslisten rekonstruieren lässt, wobei das Lager jeweils mit rund 200 Männern belegt war.
Zwischen 6. und 20. Oktober 1937 wurden einige Insassen für archäologischen Grabungen im Bereich der römischen Zivilsiedlung beim Kleinkastell Schlögen herangezogen.